# Zeugma (stad)
Zeugma (Oudgrieks: Σεῦγμα) was een stad aan de Eufraat, gesticht door Seleucus I Nicator bij de brug die daar over de rivier lag. De naam Zeugma, een Grieks woord, dat 'juk' of 'verbinding' betekent, verwijst naar de “botenbrug” die Alexander de Grote er liet verrijzen. Dit betekende een overtocht over de Eufraat op de Zijderoute.
De stad lag een 2000 stadiën ten noorden van de vroeger oversteekplaats bij Thapsacus, aan de rechteroever van de stroom, tegenover de stad Apamea (nabij het huidige Birecik).
In de tijd van Justinianus I was de stad reeds in verval, maar werd door de keizer hersteld. Hij liet hoge, brede muren optrekken rond de stad, maar in 637 viel de stad desalniettemin in handen van de moslims.

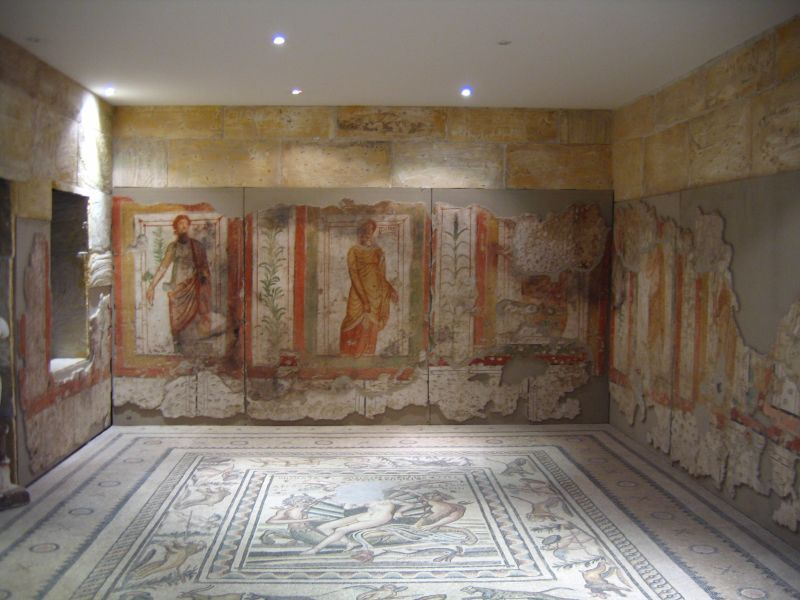
Romeinse wandschilderingen en mozaïek uit Zeugma

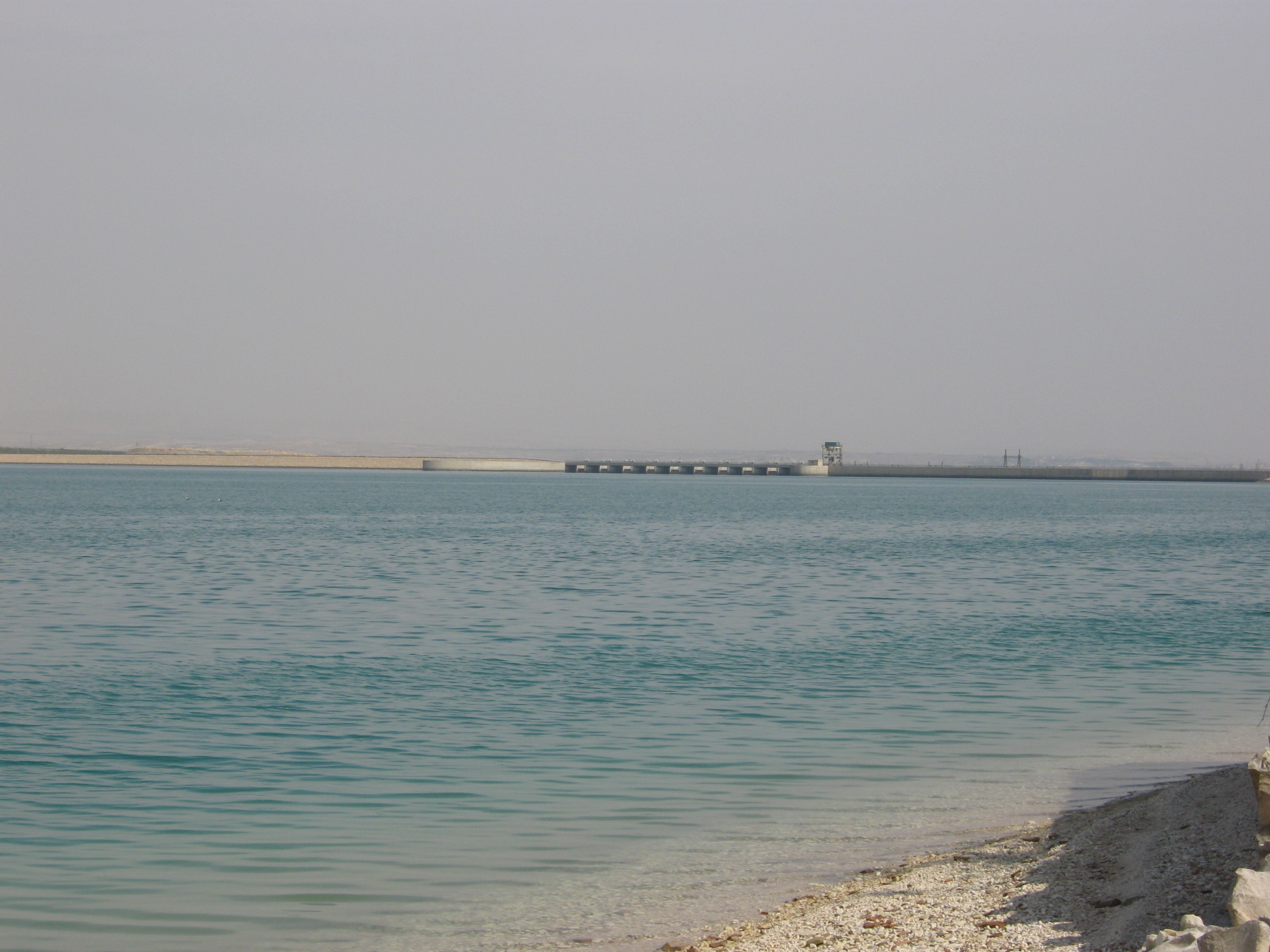
Zeugma aan de Birecikdam op de Eufraat

Door de aanleg van de Birecikdam is Zeugma samen met Apamea onder water komen te staan.